# نسا (زاکسن-آنهالت)
نسا (به آلمانی: Nessa) یک منطقهٔ مسکونی در آلمان است که در تویشرن واقع شده‌است. نسا ۹۱۱ نفر جمعیت دارد.